# Panevėžio statybos trestas

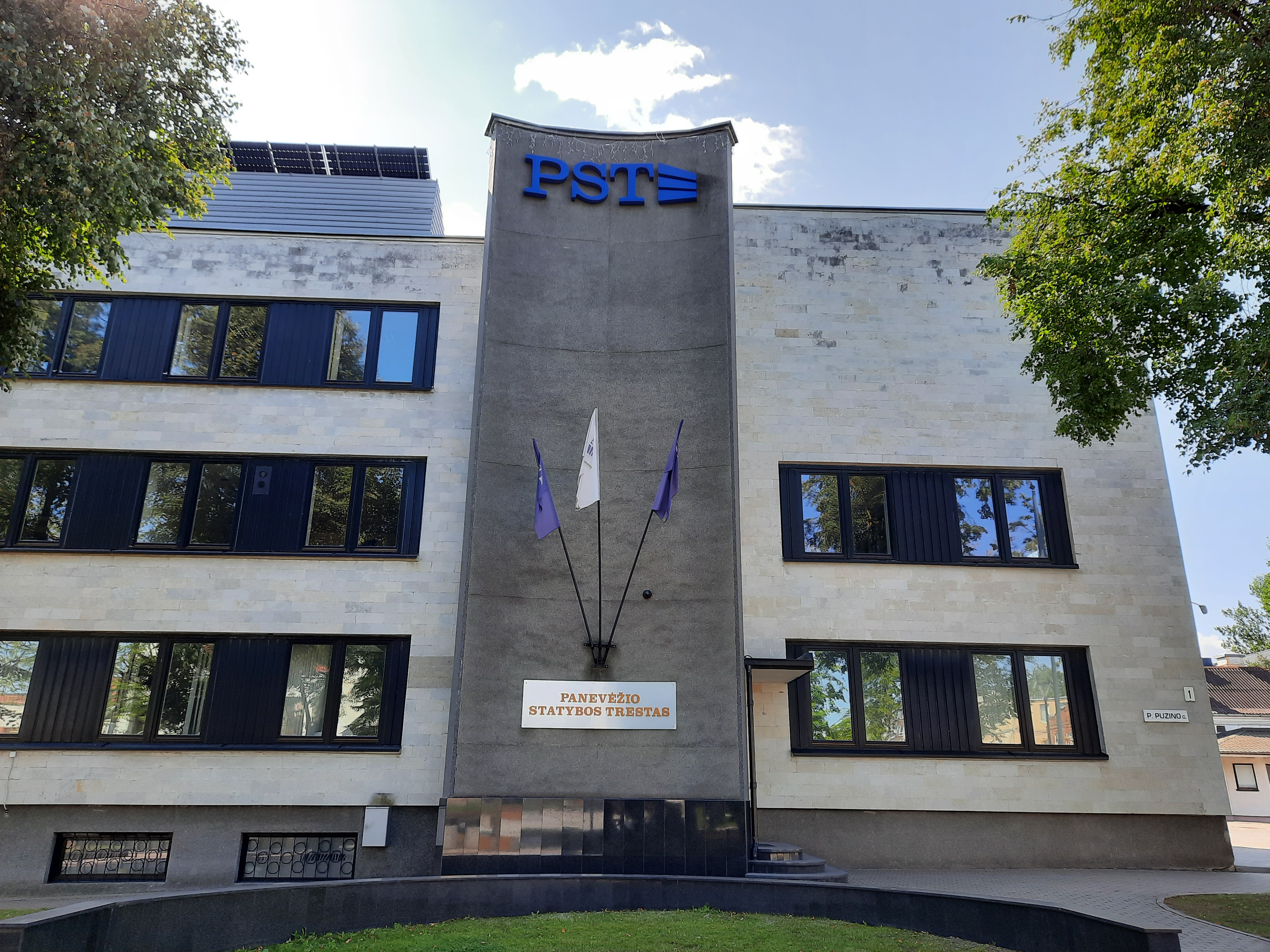
Sitz

AB Panevėžio statybos trestas ist ein Bauunternehmen in Panevėžys, Litauen.  2008 erzielte es einen Umsatz von 586 Mio. Litas (170 Mio. Euro) oder 13,4 % mehr als 2007  und den Gewinn von 36 Mio. Lt (10,4 Mio. Euro). Während der Finanzkrise ab 2007 brach der Umsatz ein; 2010 belief er sich auf 200 Mio. Litas (58 Mio. €), 2012 auf 300 Mio. Litas (87 Mio. €).
Das Mutterunternehmen AB Panevėžio statybos trestas hat 448 Mitarbeiter (2014).

## Tochterunternehmen
- UAB "Skydmedis", Holzwand-Holzhäuser und der Bau, 71  Mitarbeiter (2014)
- UAB "Metalo meistrai", Metallkonstruktionen, 70 Mitarbeiter (2014)
- UAB "Vekada", Elektrische Installation, 76 Mitarbeiter (2014)
- TŪB "Vilniaus papėdė", Bauarbeiten, 2 Mitarbeiter (2014)
- UAB "Alinita",  Gebäude-Heizungs-, Lüftungs- und Klimaanlagen, Wasserversorgung und Abwasser; 46 Mitarbeiter (2014)
- "KINGSBUD" Sp.ZO.O., Baustoffe-Großhandel
- "PS Trests" SIA, Bau
- "Baltlitstroij" OOO, Bau
- UAB "PST investicijos", Real Estate Development; 6 Mitarbeiter (2014)
- AB "Panevėžio statybos trestas" Vilniaus filialas "Genranga"
- Gerbusta, AB "Panevėžio statybos trestas" filialas
- Pastatų apdaila, AB "Panevėžio statybos trestas" filialas
- "Panevėžio statybos trestas" filialas "Stogas"
- "Panevėžio statybos trestas" filialas "Konstrukcija"
- "Panevėžio statybos trestas" filialas "Betonas"
- Akcinės bendrovės "PANEVĖŽIO STATYBOS TRESTAS" filialas "KLAIPSTATA"